# Demas
Demas – postać biblijna z Nowego Testamentu.
Chrześcijanin, który był z Pawłem w czasie jego uwięzienia w Rzymie. Później opuścił Pawła i wyjechał do Tesaloniki. Patrz Kol 4,14 i 2 Tm 4,10.